# 矮蓝刺头
矮蓝刺头（学名：Echinops humilis）为菊科蓝刺头属的植物。分布在俄罗斯以及中国大陆的新疆等地，目前尚未由人工引种栽培。